# Délszlávok

A délszláv népek feketével jelölve

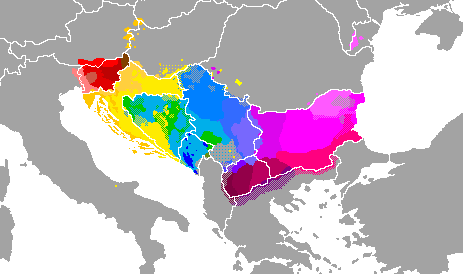
Délszlávok:
szlovének
horvátok
bosnyákok
montenegróiak
szerbek
macedónok
bolgárok

A délszlávok a szláv népek déli ágába tartoznak a Balkánon. Jugoszlávia  utódállamaiban (Bosznia-Hercegovina, Horvátország, Észak-Macedónia, Montenegró, Szerbia, Szlovénia) és Bulgária területén élnek. Magyarországon is élnek délszlávok, de jelentős diaszpóra él még Nyugat-Európában, Amerikai Egyesült Államokban és Ausztráliában.

## Délszláv nyelvet beszélők területi eloszlása
A hét délszláv ország:
- Szlovénia (83% szlovének, 2% szerbek, 1,8% horvátok, 1,1% bosnyákok)
- Horvátország (90% horvátok, 4,5% szerbek, 1% bosnyákok, 0,3% szlovének)
- Bosznia-Hercegovina (52% bosnyákok, 31% szerbek, 14% horvátok, 3% más)
- Szerbia (76% szerbek, 7% bosnyákok)
- Montenegró (43% montenegróiak, 32% szerbek, 25% bosnyákok)
- Észak-Macedónia (64% macedónok, 30% albánok, 6% bosnyákok)
- Bulgária (84% bolgárok)

Ráadásul jókora délszláv kisebbségek élnek a környező nem szláv országokban is. Magyarországon horvátok (baranyai bosnyákok, bunyevácok, sokácok) szerbek és szlovének; Olaszországban horvátok és szlovének; Ausztriában szintén horvátok és szlovének; Romániában és Moldovában bolgárok és szerbek; Görögországban bolgárok és macedónok; Törökországban bolgárok és bosnyákok; Albániában pedig montenegróiak, szerbek és macedónok élnek.